# 피치포크 (웹사이트)
피치포크(Pitchfork)는 1995년 설립된 시카고를 기반으로 한 음악 비평, 소식, 인터뷰 관련 인터넷 사이트이다. 이 사이트는 인디 록을 비롯한 인디 뮤직 신과 언더그라운드에 초점을 맞추고 있다. 하지만 일렉트로니카, 팝, 힙합, 댄스, 포크, 재즈, 메탈, 전위 음악 등도 다룬다. 2015년 다국적 미디어 그룹인 콩데 나스트에 인수됐다.

## 채점 방식
피치포크의 음악 비평은 두 가지 방식을 갖고 있다.
- 음반 비평은 소수점 한 자리수까지 점수를 매기며 만점은 10.0점이다. 또 특정 주목할 만한 음반에는 '최고의 신보' (Best New Music) 또는 최고의 재발매' (Best New Reissue)라는 표시가 붙는다.
- 개별 곡 비평은 이전에는 1개부터 5개까지 별의 개수로 평가를 했으나 2007년 1월 15일부터는 '포크캐스트'라는 새로운 제도를 도입했다.

## 피치포크 선정 올해의 노래, 음반

### 올해의 음반
| Year | Artist            | Album                                 | Nation | Source |
| ---- | ----------------- | ------------------------------------- | ------ | ------ |
| 1999 | 디스멤버먼트 플랜 | 《Emergency & I》                     | 미국   | [ 1 ]  |
| 2000 | 라디오헤드        | 《Kid A》                             | 영국   | [ 2 ]  |
| 2001 | 마이크로폰즈      | 《The Glow Pt. 2》                    | 미국   | [ 3 ]  |
| 2002 | 인터폴            | 《Turn on the Bright Lights》         | 미국   | [ 4 ]  |
| 2003 | 더 랩처           | 《Echoes》                            | 미국   | [ 5 ]  |
| 2004 | 아케이드 파이어   | 《Funeral》                           | 캐나다 | [ 6 ]  |
| 2005 | 수프얀 스티븐스   | 《Illinois》                          | 미국   | [ 7 ]  |
| 2006 | 더 나이프         | 《Silent Shout》                      | 스웨덴 | [ 8 ]  |
| 2007 | 판다 베어         | 《Person Pitch》                      | 미국   | [ 9 ]  |
| 2008 | 플릿 폭시스       | 《Sun Giant》/《Fleet Foxes》         | 미국   | [ 10 ] |
| 2009 | 애니멀 컬렉티브   | 《Merriweather Post Pavilion》        | 미국   | [ 11 ] |
| 2010 | 카니예 웨스트     | 《My Beautiful Dark Twisted Fantasy》 | 미국   | [ 12 ] |
| 2011 | 본 이베어         | 《Bon Iver, Bon Iver》                | 미국   | [ 13 ] |
| 2012 | 켄드릭 라마       | 《good kid, m.A.A.d city》            | 미국   | [ 14 ] |
| 2013 | 뱀파이어 위켄드   | 《Modern Vampires of the City》       | 미국   | [ 15 ] |
| 2014 | 런 더 쥬얼스      | 《Run the Jewels 2》                  | 미국   | [ 16 ] |
| 2015 | 켄드릭 라마       | 《To Pimp a Butterfly》               | 미국   | [ 17 ] |
| 2016 | 솔란지            | 《A Seat at the Table》               | 미국   | [ 18 ] |

### 올해의 노래
| 연도 | 음악가                                                                    | 노래                          | 국가     | 출처                            |
| ---- | ------------------------------------------------------------------------- | ----------------------------- | -------- | ------------------------------- |
| 2003 | 아웃캐스트                                                                | 〈Hey Ya!〉                   | 미국     |                                 |
| 2004 | 애니                                                                      | 〈Heartbeat〉                 | 노르웨이 |                                 |
| 2005 | 안토니 앤 더 존슨즈                                                       | 〈Hope There's Someone〉      | 잉글랜드 | 보관됨 2011-10-14 - 웨이백 머신 |
| 2006 | 저스틴 팀버레이크 featuring T.I.                                          | 〈My Love〉                   | 미국     | 보관됨 2016-03-04 - 웨이백 머신 |
| 2007 | LCD 사운드시스템                                                          | 〈All My Friends〉            | 미국     |                                 |
| 2008 | 헤라클레스 앤 러브어페어                                                  | 〈Blind〉                     | 미국     |                                 |
| 2009 | 애니멀 컬렉티브                                                           | 〈My Girls〉                  | 미국     | 보관됨 2016-02-29 - 웨이백 머신 |
| 2010 | 아리엘 핑크스 헌티드 그래피티                                             | 〈Round and Round〉           | 미국     |                                 |
| 2011 | M83                                                                       | 〈Midnight City〉             | 프랑스   | 보관됨 2013-09-26 - 웨이백 머신 |
| 2012 | 그라임스                                                                  | 〈Oblivion〉                  | 캐나다   |                                 |
| 2013 | 드레이크                                                                  | 〈Hold On, We're Going Home〉 | 캐나다   |                                 |
| 2014 | 퓨처 아일랜드                                                             | 〈Seasons (Waiting On You)〉  | 미국     | [ 19 ]                          |
| 2015 | 켄드릭 라마                                                               | 〈Alright〉                   | 미국     | [ 20 ]                          |
| 2016 | 칸예 웨스트 featuring 더 드림, 챈스 더 래퍼, 켈리 프라이스, 커크 프랭클린 | 〈Ultralight Beam〉           | 미국     | [ 21 ]                          |